# Андреј Мркела
Андреј Мркела (Енсхеде, 9. април 1992) српски је фудбалер. Био је члан репрезентације Србије до 21. године.
Он је син фудбалера Митра Мркеле и глумице Лидије Вукићевић. Игра на позицији офанзивног везног.